# وادي الباطن
وادي الباطن هو وادي يقع في المنطقة الشرقية بالمملكة العربية السعودية، وجنوب العراق وغرب الكويت، ينبُع من غرب أم عشر ويصب في شط العرب بالعراق و يبلغ طوله 75 كيلومتراً،[بحاجة لمصدر أفضل] وعرضه تقريبا من 7 كم إلى 13 كم، ومتوسط انحداره 1,2 م / كم، ويعد امتدادًا لوادي الرمة الذي يخترق منطقة القصيم، من أهم روافده شعبان فليج والفاو. وفي العراق يتراوح اتساع الوادي من 3 إلى 7 كيلومترات. وقال ديكسون في كتابه الكويت وجاراتها "وادي الباطن يبلغ عرضه 4 أميال عند الحفار، و2 (ميل) عند الرقعي، وعند الرتق حيث نهايته يصبح عريضا جدا وضحلاً، أما قعر الوادي فيبلغ أقصى اتساعه 3 أميال ولكنه في العادة أقل من هذا"، وقال محمد رشيد الفيل في كتابه (الحدود: وجهة نظر جغرافية) "وينتهي الوادي عند جبل الرتق على مسافة (55 كم) عن البصرة".
ويذكر الجيولوجيون بعد دراسة الوادي أنه كان من أكبر الأنهار في المنطقة قديما.
وأهم المدن الواقعة عليه الآن هي مدينة حفر الباطن السعودية الحديثة الحديثة، وتعتبر مراعي الوادي من أفضل المراعي في هذه المنطقة، وكان بها بئر مشهور يروي منه الكثير من هذه القبائل، وفي أوائل الفتوحات الإسلامية أتى الصحابي أبو موسى الأشعري وحفر بئراً للجيش الإسلامي المكلّف بفتح بلاد فارس، ويمر بناحية سفوان العراقية، وأقصى غرب محافظة الجهراء الكويتية، ثم صار الوادي طريقاً للحج لأهل العراق وظل كذلك إلى عهد قريب.
قال محمد المانع في كتابه (توحيد المملكة العربية السعودية) إن وادي الرمة يُسمى وادي الباطن ويُسمى أيضاً "وادي الجثث لأنه يمتلئ بسرعة مذهلة زمنَ المطر الغزير فيغرق في تياره القوي كثير من الناس والخيل والإبل والأغنام وكانت تلك الجثث قبل فتح قناة السويس مصدر غذاء للأسود والنمور التي كانت تأتي من أفريقيا ثم تتجه إلى العراق".

## بين العراق والكويت
قالت الجمعية الكويتية لحماية البيئة "يمتد وادي الباطن من عوجة الباطن في اتجاه شمال شرق لمسافة حوالى 75 كم، يحد الوادي من جانبيه مصاطب نهرية وتلال من احجار جيرية ورملية متقطعة بالروافد ويتراوح عرض الوادي ما بين 5 الى 7 كم. يستقبل وادي الباطن مياه الجريان السيلى من روافد شرقية (بالأراضي الكويتية) وغربية (بالأراضي العراقية) اطلق عليه اسم وادى الباطن أي المخفي، حيث تختفي أجزاء منه تحت صحراء الدهناء، ولكنها تعاود الظهور عندما تجري مياه السيول التي تجرف ما يعترض طريقها من كثبان رملية ومن ثم تعود المياه الى مجاريها"،